# Contea di Pingyao
La contea di Pingyao (平遥县S, Píngyáo XiànP) è una contea della Cina, situata nella provincia dello Shanxi e amministrata dalla prefettura di Jinzhong.